# The Reflex
«The Reflex» —en español: «El Reflejo»— es el decimoquinto sencillo de la banda británica de new wave Duran Duran.

## La canción
Fue compuesta por Duran Duran y producida por Nile Rodgers, lanzada el 16 de abril de 1984 como un nuevo sencillo para su tercer álbum de estudio Seven and the Ragged Tiger (1983). Fue su segundo sencillo encabezando la lista de sencillos del Reino Unido, después de «Is There Something I Should Know?» en 1983, superando a la lista el 5 de mayo, y resultaría ser el último reino unido # 1. El sencillo entró en las listas en los Estados Unidos el 21 de abril de 1984 en el número 46. También fue el primer sencillo de Duran Duran para alcanzar el número uno en los Billboard Hot 100 de los Estados Unidos (durante dos semanas) el 23 de junio de 1984, y se convirtió en un gran éxito internacional.
Los remixes, tanto para 7" como para 12" fueron realizados por Nile Rodgers, guitarrista de Chic. Fue su primer trabajo con la banda, y que más tarde llegaría a producir el sencillo "The Wild Boys", así como el álbum Notorious (1986) y varias pistas de Astronaut (2004).

## Video musical
El video de «The Reflex» se rodó durante la gira Sing Blue Silver en el Maple Leaf Gardens de Toronto, Ontario, el 5 de marzo de 1984. El director Russell Mulcahy filmó algunas de las imágenes de primer plano en el Indoor Arena esa tarde y el resto fue grabado en vivo durante el concierto de esa noche.
«The Reflex» es principalmente un vídeo del concierto, interpretando con precisión el estilo de actuación de la gira: Sing Blue Silver. Sin embargo, de acuerdo con la insistencia de la banda de que sus videos «nunca sean ordinarios», se modificó la pantalla de vídeo sobre el escenario, también se visualizan personajes que llevan collares y cadenas iluminados con luz negra, a veces interrumpido por el ruido blanco. En un momento determinado, una cascada parece caer fuera de la pantalla de video sobre el escenario para empapar al público. Los gráficos de computadora utilizados para lograr estos entonces sorprendentes efectos eran los disponibles de la época, sin embargo, el rápido desarrollo en la tecnología hace que este efecto hoy ya se vea anticuado.
Algunas escenas simbólicas del video oficial fueron tomadas y posteriormente se mezclan con la versión alternativa que se muestra en la película de la banda en concierto Arena (Una Noción Absurda), en el tramo final, cuando la banda y el público se comprometen a la batalla final y decisiva contra el malvado Dr. Durand Durand.

## Formatos y canciones
– Sencillo en 7": EMI
1. «The Reflex»  – 4:20
2. «Make Me Smile (Come Up and See Me)» [live]  – 4:54

 – Sencillo en 12": EMI
1. «The Reflex» (Dance Mix)  – 6:35
2. «The Reflex» [7" versión]  – 4:20
3. «Make Me Smile (Come Up and See Me)» [live]  – 4:54

 – Sencillo en 7" Harvest / B-5195 
1. «The Reflex» (Dance Mix) [edit]  – 4:25
2. «New Religion» (Live in L.A.)  – 4:52

- CD: Part of "Singles Box Set 1981-1985" boxset

1. «The Reflex»  – 4:20
2. «Make Me Smile (Come Up and See Me)» [live]  – 4:54
3. «The Reflex» (Dance Mix)  – 6:35

## Posicionamiento en listas y certificaciones
| País           | Mejor posición |
| -------------- | -------------- |
| Australia      | 4              |
| Austria        | 11             |
| Bélgica        | 1              |
| Canadá         | 3              |
| Unión Europea  | 1              |
| Francia        | 15             |
| Alemania       | 8              |
| Irlanda        | 1              |
| Italia         | 11             |
| Países Bajos   | 1              |
| Nueva Zelanda  | 6              |
| Polonia        | 7              |
| España         | 14             |
| Suiza          | 10             |
| Reino Unido    | 1              |
| Estados Unidos | 1              |

| País           | Organismo certificador | Certificación    | Ref.   |
| -------------- | ---------------------- | ---------------- | ------ |
| Canadá         | Music Canada           | Disco de Platino | [ 17 ] |
| Estados Unidos | RIAA                   | Disco de Oro     | [ 18 ] |
| Reino Unido    | BPI                    | Disco de Plata   | [ 19 ] |

### Sucesión en listas
| Anterior: «Hello» de Lionel Richie                                                                      | UK Singles Chart — Sencillo Nro 1 5 de mayo de 1984 — 26 de mayo de 1984                                             | Siguiente: «Wake Me Up Before You Go-Go de Wham!                                     |
| Anterior: «Against All Odds (Take a Look at Me Now)» de Phil Collins «Automatic» de The Pointer Sisters | Irish Singles Chart — Sencillo Nro 1 12 de mayo de 1984 — 19 de mayo de 1984 2 de junio de 1984 — 9 de junio de 1984 | Siguiente: «Automatic» de The Pointer Sisters «Wake Me Up Before You Go-Go» de Wham! |
| Anterior: «I Want to Break Free» de Queen                                                               | Dutch Top 40 — Sencillo Nro 1 9 de junio de 1984 — 14 de julio de 1984                                               | Siguiente: «Wake Me Up Before You Go-Go» de Wham!                                    |
| Anterior: «Time After Time» de Cyndi Lauper                                                             | Billboard Hot 100 — Sencillo Nro 1 23 de junio de 1984 — 6 de julio de 1984                                          | Siguiente: «When Doves Cry» de Prince                                                |

## Otras apariciones
Álbumes:
- Seven and the Ragged Tiger (1983)
- Tiger Tiger! ep (Japan only, 1984)
- Decade (1989)
- 12" Collection (Japan only, 1991)
- Night Versions: The Essential Duran Duran (US only, 1998)
- Greatest (1998)
- Strange Behaviour (1999)

Videos:
- Dancing On The Valentine (1984)
- Greatest (1998)

Videojuegos:
- DDRMAX2: Dance Dance Revolution 7thMIX (2002)
- Saints Row 2 (2008)

Televisión:
- Better Call Saul (2022)

## Personal
- Simon Le Bon - voz principal y coros
- Andy Taylor - guitarra eléctrica y coros
- John Taylor - bajo y coros
- Nick Rhodes - sintetizadores, Caja de ritmos y sampler Fairlight
- Roger Taylor - batería

Complementarios:
- Michelle Cobbs - coros
- B J Nelson - coros